# Clotari I
Clotari I -també Khlothar, Hlothar o Clotaire- (497 - 561), anomenat el Vell (le Vieux), va ser rei dels francs de la Dinastia merovíngia des del 511 fins a la mort. La seva ambició i la seva longevitat li permeteren de reunificar el regne que havia estat dividit pel seu pare, Clodoveu I.
Amb el seu germà gran Teodoric (c. 485 – 533/34) sent el fill de Clodoveu I i la seva primera esposa, Clotari va seguir als seus dos germans grans Clodomir (495–524) i Khildebert I (496–558) com a tercer fill supervivent de Clodoveu I i la seva segona esposa, la reina Clotilde, seguits finalment per la seva germana Clotilde (500–531). El nom "Clotari" significa "glòria".
El 511, Clotari i els seus tres germans Teodoric, Clodomir i Khildebert van heretar les seves parts del regne del seu pare. Clotari va passar la major part de la seva vida en una campanya per a expandir els seus territoris a costa dels seus familiars i els regnes veïns en totes direccions.
Els seus germans van evitar la guerra directa cooperant amb els atacs de Clotari a les terres veïnes envaint terres quan els seus governants van morir. El botí es va repartir entre els germans participants. Al final de la seva vida, Clotari havia aconseguit unir el Regne Franc preservant la vida dels seus germans i apoderant-se dels seus territoris després de la seva mort. Però després de la seva pròpia mort, el Regne dels Francs es va tornar a dividir entre els seus quatre fills supervivents. Un cinquè fill s'havia rebel·lat i va ser assassinat, juntament amb la seva família.

## Rei de Soissons

Repartiment del regne Franc en 511

Nasqué a Soissons (actual França) el 497, fill del rei Clodoveu I i de Santa Clotilde. Seguint els usos francs, ell i els seus tres germans es van repartir el regne a la mort del seu pare el 511. A la seva part, Nèustria i el sud d'Aquitània, s'hi incloïa la seva ciutat natal de Soissons, que convertí en capital, i Laon, Noyon, Cambrai, i Maastricht, i també la part baixa del curs del riu Mosa. Teodoric rebé Austràsia, amb capital a Reims, Clodomir I rebé Orleans i Khildebert I rebé París. Els quatre van establir les seves respectives capitals a la regió del Sena, a poca distància l'una de l'altra, cosa que va ajudar a mantenir la unitat del regne. Ingund, fila de Baderic de Turíngia, es va convertir en concubina de Clotari cap al 517. Clotari es mostrà molt ambiciós i de seguida va intentar d'ampliar el seu regne.
En la tradició germànica, el mode de successió dels reis al tron, la tanisteria (nom celta que designa la successió pel petit i no pel fill), és entre germans, del més gran al més petit, després als oncles i nebots, però des del regnat de Clodoveu I, la llei sàlica imposa la divisió del regne entre els fills del rei. A diferència del mode de successió per primogenitura que regeix la successió al tron de pare a fill gran, com sota la dinastia dels Capets, el regne es divideix entre tants fills com tingui el rei, de manera que cadascú pugui regnar. La divisió del Regne Franc engendra diferents estats separats, permetent a cada príncep exercir la totalitat de la reialesa en el subregne assignat, en lloc de dividir l'exercici del poder amb els altres prínceps sobre el conjunt del territori.

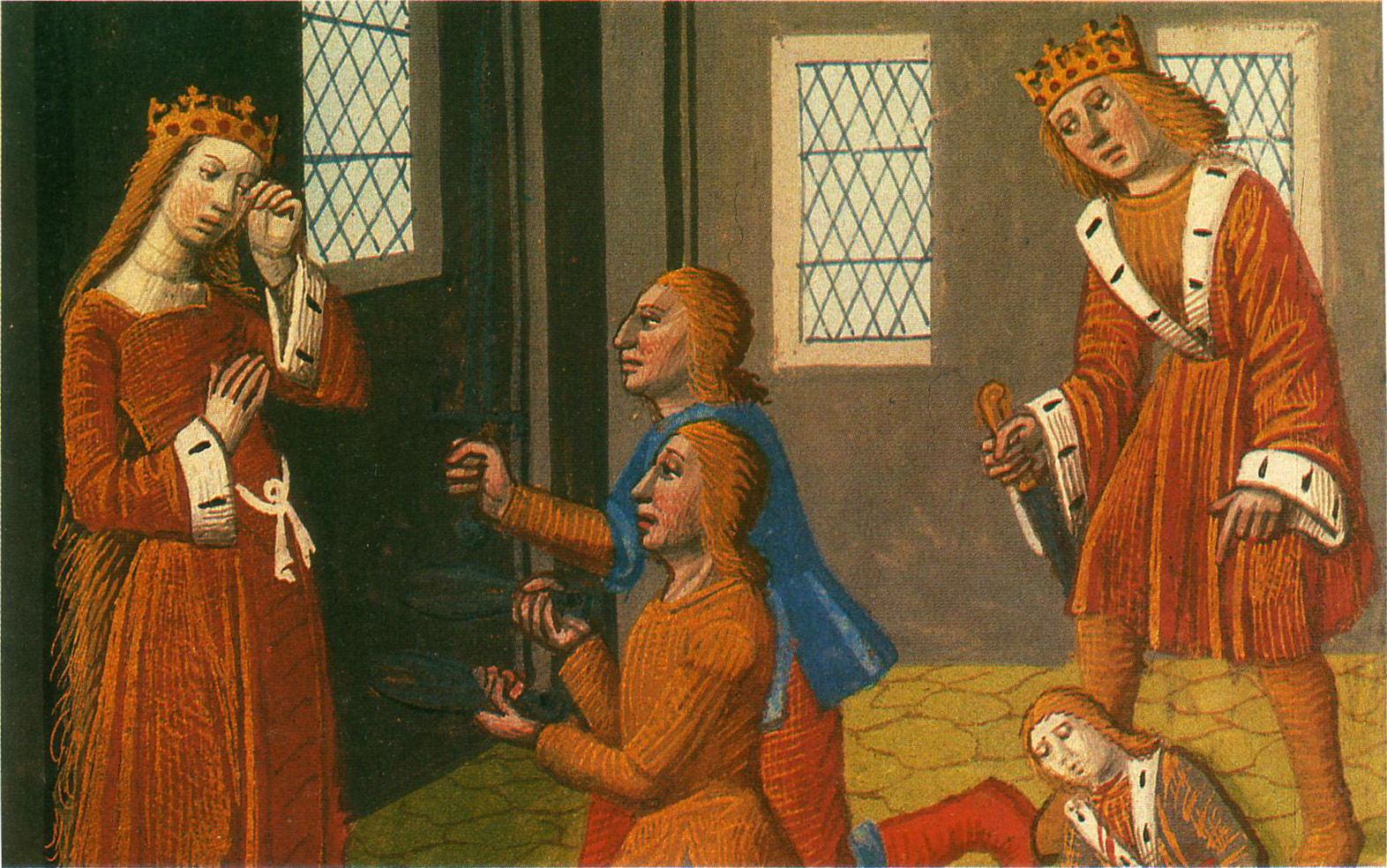
Assassinat de Thibaut et Gunthar. Manuscrit del segle XV. Chroniques de France, bibliothèque nationale, Paris.

L'any 523 els quatre germans van atacar Segismond, rei de Borgonya, fill del seu besoncle Gondebaud, com a injust titular dels béns de la seva mare Clotilde de Borgonya, filla de Khilperic II de Burgúndia, que s'havia convertit al catolicisme i duent a terme una política antiarriana. Segimon va haver de fugir i es va voler refugiar al monestir d'Agaune, però fou atrapat per Clodomir i portat a Orleans presoner però Godomar de Borgonya va poder fugir i tornar amb l'exèrcit burgundi al seu regne i el va substituir al tron amb el suport de l'aristocràcia i les guarnicions dels francs foren massacrades. En 524, Clodomir va ordenar la mort de Segimon, llençant-lo a un pou amb la seva dona, i tot seguit va atacar el regne de Burgúndia junt amb el seu germà Teodoric però Godomar va reunir un exèrcit i va esperar als francs a l'est de Lió, vencent a la batalla de Vézeronce, en la que Clodomir va morir en combat i el seu cap empalat a la punta d'una llança. Els tres fills de Clodomir van quedar a càrrec de la seva àvia Clotilde de Borgonya fins que Guntheuc, vídua de Clodomir es va casar amb Clotari. Per assegurar-se el regne d'Orleans i evitar una guerra civil en el futur, Clotari va conspirar amb el seu germà Khildebert per fer assassinar els nens. Els joves Teodebald i Gunthar van morir a mans dels seus tiets, però un dels tres fills, Clodoald, aconseguí escapar i es feu monjo. Tallant-se els cabells, símbol de la reialesa merovíngia, va renunciar als seus drets dinàstics i arribà a ser abat de Nogent. Més tard fou canonitzat. De les terres que haurien heretat els seus nebots, Clotari s'annexionà les ciutats de Tours i Poitiers.
Khildebert i Clotari, encara que privats del suport del seu germà Teodoric, casat amb la filla de Sigimon, amb la filla del qual s'havia casat, van decidir marxar junts contra el regne de Borgonya i després d'un any de setge els dos germans van acabar per conquerir Autun el 532. Després de la mort de Teodoric el 533, al que va succeir el seu fill Teodobert I i amb la mort d'Atalaric l'any 534 i la crisi de successió al regne ostrogot, aliat borgonyó. Clotari, Teodobert i Khildebert van aprofitar per envair el regne borgonyó, ara desproveït de protecció ostrogoda. El regne borgonyó va ser superat i dividit entre els tres governants francs, i del repartiment del Regne de Borgonya s'annexionà Grenoble i Diá.
El 531, Hermanfred, rei de Turíngia, va prometre a Teodoric I d'Austràsia la meitat del regne de Turíngia si l'ajudava a desfer-se del seu germà Baderic. Teodoric accepta, però tot i vèncer no va rebre la compensació i va demanar a Clotari ajuda per venjar-se d'Hermanfred i l'aliança els permeté incorporar Turíngia al regne dels francs. Durant el repartiment del botí, els dos reis es disputaren amargament la princesa Radegunda que finalment va caure en mans de Clotari. A la mort de Guntheuc el 532, Clotari es va casar amb Ingund, que li va demanar que trobés un marit digne de la seva germana, Aregund i en no trobar ningú adequat va prendre-la com una de les seves pròpies esposes. Radegunda es va convertir en la seva esposa en 540, i a la mort d'Ingund en 546, Guntheuc va caure en desgracia amb Clotari.
Justí I el Vell va oferir als francs apoderar-se de la Provença, en mans dels ostrogots a canvi del suport en la seva reconquesta d'Itàlia, i després de la mort de Teodoric l'any 526, els reis ostrogots, sobretot Vitigès, els van va oferir la Provença i els Alps del nord amb sobirania sobre els alamans, agafant la vall superior del Rin, el Main i l'alt Danubi. a canvi de la seva neutralitat. L'any 535 va esclatar la guerra i el 537, els reis francs Khildebert i Teodobert van acceptar l'oferta dels ostrogots i es van apoderar de la Provença, començant per Arles, la seva capital, després Marsella i dominant la vall alta de el Rin, el Main i l'alt Danubi amb sobirania sobre els alamans. Clotari va rebre les ciutats d'Orange, Carpentras i Gap. De l'antiga Gàl·lia romana, només els restava als francs la conquesta de la Septimània visigòtica, però les successives campanyes, sobretot la del 531 i el 541, no van aconseguir un èxit durador.
El 542 va lluitar amb el seu germà Khildebert contra els visigots a Hispània acompanyats de tres dels seus fills. Es van apoderar de Pamplona i Saragossa però finalment es van veure obligats a abandonar després de conquerir la major part del país. Com que la major part de l'exèrcit del rei encara estava amb Teudis i encara hi havia prou poder per mostrar, se'ls va cedir algunes terres importants més enllà dels Pirineus, encara que no tant com havien ocupat.
A la mort del seu nebot Teodobald sense descendència el 555, Clotari va anar immediatament a Metz per prendre possessió del regne del seu difunt nebot, però sota la Llei Sàlica va haver de compartir-lo amb el seu germà així que es va casar amb Waldrada, vídua de Teodobald i filla del rei llombard Waccho assegurant la successió sense problemes al regne de Metz, així com una aliança amb els llombards, establerta des del regnat de Teudebert, però els bisbes van condemnar aquest matrimoni incestuós i van obligar Clotari a divorciar-se'n i la van donar en matrimoni amb Garibald I de Baviera i per compensar la ruptura del matrimoni amb Waldrada, Clotari va donar Clothsind, la seva filla, al príncep llombard i futur rei, Alboí.
El 555 s'enfrontà i destruí els saxons rebels, pobles situats a la vall superior del Weser, l'Elba i la costa del mar del Nord. A manera de submissió, Clotari els obligava a pagar a les autoritats tributàries (terra, bosc o mina pertanyents a la corona) un tribut anual de cinc-centes vaques. Després va dur a terme una expedició punitiva contra Turíngia que va ajudar els saxons. Entre el 555 i el 556, els saxons, potser per instigació de Khildebert, es van revoltar de nou. Davant els saxons, Clotari prefereix negociar i evitar una matança, perquè accepten seguir tributant malgrat una negativa prèvia. Però els seus homes, amb ganes de lluitar, disputen la seva decisió i l'obliguen a llançar-se sobre els saxons. Després d'una carnisseria, els saxons i els francs van fer la pau.

## Reunificació del regne
Al morir el seu germà Khildebert el 558 esdevingué l'únic rei dels francs. El tram final del seu regnat de mig segle de durada va estar marcat per conflictes interns. El seu fill Chramn, virrei d'Aquitània, es va revoltar en contra seu en diverses ocasions. Perseguint a Chramn a Bretanya, on s'havia refugiat amb el seu sogre Willacharius, el comte de Tours, a qui Clotari va tancar a la basílica de Sant Martí de Tours amb la seva dona i els seus fills i hi va calar foc. Perseguit pel remordiment, va anar a Tours a demanar perdó davant la tomba de Sant Martí i la restaurà.
Privat de suport, Chramn es veu obligat a sotmetre's a l'autoritat del seu pare, que li concedí el perdó però Chramn va tornar a revoltar-se l'any 560. Va fugir amb la seva dona i les seves filles al Poher amb el comte Conomor, i amb l'ajuda dels bretons va saquejar i destruir un gran nombre de llocs al seu pare fins que Clotari i el seu fill Chilpéric van avançar cap a Domnonea van combatre a Vannes prop de la costa. Conomor fou derrotat i mort, i Chramn fugí però quan intentà rescatar la seva dona i les seves filles va ser capturat i condemnat a mort, tancat en una caseta amb la seva dona i les seves filles, on ser estrangulat i l'edifici incendiat.

## Família

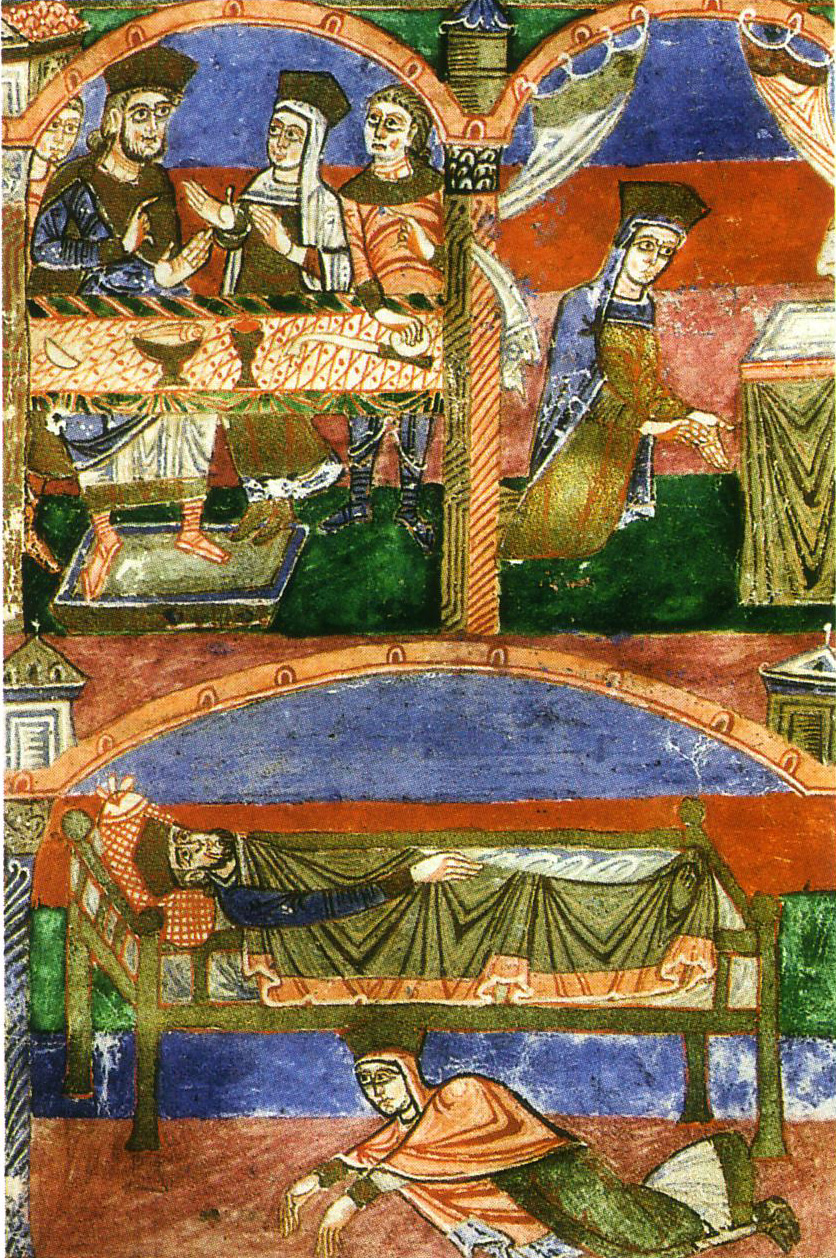
Escenes de la vida de Santa Radegunda i Clotari

- Clotari es casà per primer cop vers el 532 amb Guntheuc, vídua del seu germà Clodomir. No tingueren descendència.
- El segon matrimoni, vers el 532, va ser amb Radegunda, filla de Bertachar, el rei de Turíngia que ell i el seu germà havien derrotat. Més tard seria canonitzada. No tingueren descendència.
- El tercer matrimoni fou amb Ingund, amb la que tingué cinc fills i dues filles:
  - Gunthar, morí abans que el pare
  - Khilderic, morí abans que el pare
  - Caribert I, rei de París (561–567)
  - Guntram, rei de Borgonya (561–592)
  - Sigebert I, rei d'Austràsia (561–575)
  - Clotsinda, casada amb Alboí, rei dels llombards
- El seu quart matrimoni va ser amb una germana d'Ingund, Aregund, amb qui tingué un fill:
  - Khilperic I, rei de Soissons (561–584)
- La seva darrera esposa fou Khunsina, amb qui tingué un fill:
  - Khram, que rebel·là contra el seu pare i morí abans que ell.